# تحليل إطار اجتماعي
تحليل الإطار الاجتماعي عبارة عن منهجية اجتماعية كانت تمثل مكونًا رئيسيًا في القضية المقامة أمام المحكمة العليا في الولايات المتحدة فيما يتعلق بالتمييز في التوظيف في وول مارت. وقد استخدم البروفيسور ويليام تي بيلبي منهجية تحليل الإطار الاجتماعي لاستنتاج أن هناك وجهين من أوجه ثقافة وول مارت، وهما سياسة الموظفين المركزية واتخاذ القرارات الموضوعية الإدارية في المجال، قد أدت إلى ظهور التمييز على أساس الجنس في «القرارات المتعلقة بالتعويض والترقية». وقد كانت مساهمة بيلبي في هذا الأمر مثارًا للجدل. وقد علقت جمعية علم الاجتماع الأمريكية على عمله قائلة «في نطاق الأساليب المقبولة في إطار النظام الخاص بنا»، ومع ذلك، عارض لورانس واكر، وهو أحد البروفيسيرين اللذين قاما بصياغة هذا المصطلح، صلاحية عمل بيبلي.
ويمكن أن يعارض الخبراء في العديد من الأنظمة، على سبيل المثال، بيانات مثل تلك التي أصدرها البروفيسور بيبلي عندما أخبر المحكمة أنه قد قام بتجميع «أدلة علمية حول التمييز على أساس الجنس والصور النمطية والهياكل وديناميكيات عدم المساواة بين الجنسين في المنظمات». إن الأفكار؛ مثل التمييز على أساس الجنس وعدم المساواة بين الجنسين، ربما تمثل حقائق اجتماعية بحتة (أو فئات هيكلية اجتماعية)، ولكن لا يمكن أن تكون لها أدلة «علمية» يتم تجميعها، لأن ما يلزم أن يكون حقيقة لجعل المعرفة «علمية» يتوقف على نظرة المشارك للموقف. بالإضافة إلى القانون، فإن عدم فهم الطبيعة الاجتماعية مقابل الحقائق الطبيعية له تأثير عميق على أنظمة مثل تحليل الذكاء، حيث يتم التعامل مع الفئات الاجتماعية التي تخضع لنزاعات مشابهة على أنها حقائق طبيعية بغض النظر عن المراقب. وعلى الأقل، هناك عالم واحد ربط هذا الفهم الخاطئ بمشكلة المفاجأة الإستراتيجية، ويبدو أن قرار المحكمة العليا الصادر في العشرين من يونيو عام 2011 قد أثر على تطبيق هذه النظرية والقانون بصفة عامة.